# Клейтония остролистная
Клейтония остролистная (лат. Claytonia acutifolia) — вид травянистых растений рода Клейтония (Claytonia) семейства Монтиевые (Montiaceae).

## Ботаническое описание
Многолетнее растение. Стебли и многочисленные прикорневые листья окружены у основания широкими перепончатыми чешуями. Стебли восходящие, раскинутые 8—20 см высотой. Прикорневые листья широко-ланцетные или линейно-ланцетные 5—8 см длины и 0,5—1,5 см ширины, остроконечные, мясистые, с плоским черешком, расширенным у основания. 
Цветочная кисть рыхлая. Прицветники овальные, остроконечные, до 1 см длины у нижней цветоножки, у верхней — маленькие, шиловидные или отсутствуют. Доли чашелистика острые 6—8 мм длиной. Лепестки обратно-овальные, совершенно цельные, крупные, ярко розовые.

## Распространение
Растёт по каменистым склонам, в горных и арктических тундрах.

## Значение и применение
Удовлетворительно поедается северным оленем (Rangifer tarandus). Корневища излюбленный для них корм. Сочные и толстые корневища употреблялись в пищу местными жителями на Чукотке.